# متحف محمد بن مصبح
متحف محمد بن مصبح أحد متاحف منطقة الباحة جنوب المملكة العربية السعودية، يقع في محافظة بلجرشي، أسسه محمد بن محمد بن أحمد مصبح الغامدي.

## مكونات المتحف
للمتحف مبنى مستقل يتكون من قاعتين رئيستين مساحة كلاً منها 120 متر مربع وثلاث غرف مساحة الواحدة 48 متر مربع، يتنوع أسلوب العرض بالمتحف باستخدام خزائن العرض الزجاجية والاستاندات بأسلوب جيد .
يحتوي المتحف على مكتبة لصور الأسرة السعودية المالكة والعملات والحلي والفضيات إضافة إلى الأسلحة وأدوات الحرب بأنواعها والهواتف القديمة والملابس التراثية وأدوات الزراعة والمطبخ والمكاييل والموازين والخوصيات والنحاسيات، كما يوجد مجسمات لمعمل القطران والدياسة والبئر وأدواته والأبواب القديمة والرحي.